# Варяг (ракетен крайцер, 1963)
Вижте пояснителната страница за други значения на Варяг.
Варяг (до 31 октомври 1962 г. – „Съобразителни“ (на руски: Сообразительный)) е гвардейски ракетен крайцер, последен кораб от ракетните крайцери проект 58 на ВМФ на СССР. Наречен е в чест на бронепалубният крайцер „Варяг“.
В периода на службата си ГРКр „Варяг“ носи гвардейският флаг, наследен от есминеца „Съобразителни“ от проекта 7У тип „Сторожевой“ на Черноморския флот.

## Строителство
На 5 август 1961 г. е зачислен в списъците на корабите от ВМФ с името „Сообразительный“.
На 13 октомври 1961 г. се състои залагането му в завода „А. А. Жданов“ в Ленинград под заводския номер 783.
На 7 април 1963 г. е спуснат на вода.
На 10 януари 1965 г. в Кронщат над кораба е вдигнат Военноморският флаг на СССР.
На 20 август 1965 г. влиза в строй.

## История на службата
„Варяг“ и еднотипния с него „Адмирал Фокин“ изминават Северния морски път по арктическото крайбрежие на СССР в съпровождане на ледоразбивачи и на 5 октомври 1965 г. пристигат в пристанището на домуване – Владивосток.
Със завършване на прехода през ледовете, крайцерът има нужда от ремонт, след което „Варяг“ е преведен за базиране във Фокино, където в залива Абрек е сформирана 175-а бригада ракетни кораби (БрРК) на 10-а оперативна ескадра на Тихоокеанския флот (ОПЭСК ТОФ).
На 23 септември 1965 г. е включен в състава на ТОФ.
В периода април – май 1970 г. участва в маневрите „Океан“.
През септември 1971 г. ГРКр „Варяг“ участва в ученията „Восход“ под флага на Главнокомандващия ВМФ на СССР адмиралът на флота на Съветския съюз С. Г. Горшков. От 6 декември 1971 г. до 14 март 1972 г., по време на индо-пакистанския конфликт, ГРКр „Варяг“ в състава на 8 ОЕ на ВМФ на СССР съвместно с крайцера „Дмитрий Пожарский“, ГПК „Владивосток“, ГПК „Строгий“, ескадреният миноносец „Веский“, под командването на командира на ескадрата контраадмирал В. С. Кругляков носи бойната служба в Индийския океан в състава на ОБК на ТОФ и осигурява невмешателството на корабите на ВМС на САЩ и Англия в конфликта на страната на Пакистан. ГРКр „Варяг“ и БПК „Строгий“, намиращи се в усиление на силите на бойната служба по тревога, са подготвени за дълго плаване и излизат в морето 36 часа след получаване на бойното разпореждане. В хода на службата съвместно с БПК „Строгий“ от 10 до 19 февруари 1972 г. посещават Могадишо (Сомалийска демократична република). След това, през същата година, ГРКр „Варяг“ плава в района на Хавайските острови, и, според някои данни, пуска котва в Рамапо банк. Няма точни сведения за изпълняваните там задачи. Възможно, походът е свързан с операция „Дженифър“ по изваждането от американците на потъналата съветска подводница К-129.
Корабът е посетен от Министъра на отбраната на СССР Маршалът на Съветския съюз А. А. Гречко. Със заповед на Министъра на Отбраната на СССР № 256 от 14 декември 1972 г., в съответствие с Постановление на ЦК на КПСС, Президиумът на Върховния Съвет на СССР и Съветът на Министрите на СССР от 13 декември 1972 г. № 845 – 285, ГРКр „Варяг“ е награден с юбилейния Почетен знак „50 години СССР“ за високите показатели в бойната и политическата подготовка, достигнати в социалистическото съревнование за ознаменуването на 50-летието от образуването на СССР.
През 1976 г. крайцерът влиза за ремонт с модернизация в „Далзавод“, които продължават 4 г.
От 10 до 14 октомври 1981 г. ГРКр „Варяг“ в състава на ОБК на ТОФ съвместно със СКР „Разящий“ под флага на първия заместник на командващия ТОФ, вицеадмирал Н. Я. Ясаков, извършва официално посещение в порт Дананг (Виетнам).
През септември 1982 г. крайцерът участва в ученията „Восток-82“ под флага на Главнокомандващия ВМФ С. Г. Горшков. През декември 1982 г. със заповед на МО на СССР № 0214 от 4 декември 1982 г. ГРКр „Варяг“ е награден с Вимпел на министъра на отбраната на СССР за мъжество и войнска доблест, проявени по време на ученията, и висок професионализъм. Според резултатите от 1982 г. екипажът завоюва наградата на ГК на ВМФ за най-добра ракетна стрелба с главен комплекс, а самият кораб е обявен за най-добър кораб по ракетна подготовка във ВМФ, обявен е за „отличен“ кораб, обявена му е благодарност от Главнокомандващия ВМФ. Корабът е вписан на Дъската на Почета на ВМФ.
В периода 1982 – 1990 г. се намира на бойна служба в състава на 10-а ОЕ на ВМФ на СССР, изпълнявайки наблюдение на корабите на 7-и оперативен флот на САЩ.
На 19 априля 1990 г. „Варяг“ е разоръжен, изключен е от състава на ВМФ във връзка с предаването му за демонтаж и реализация, и на 21 май 1991 г. е разформирован. Почетното име „Варяг“ е предано на авионосния крайцер от проекта 1143.6.

## Тактически номер
Тактически номер:
- 343 (1965 г.);
- 280 (1965 г.);
- 621 (1966 г.);
- 822 (1967 г.);
- 835 (1968 г.);
- 836 (1974 г.);
- 015 (1976 г.);
- 049 (1981 г.);
- 047 (1982 г.);
- 830 (1984 г.);
- 043 (1985 г.);
- 012 (1987 г.);
- 032 (1990 г.);
- 641;
- 821;
- 079